# ESCRT

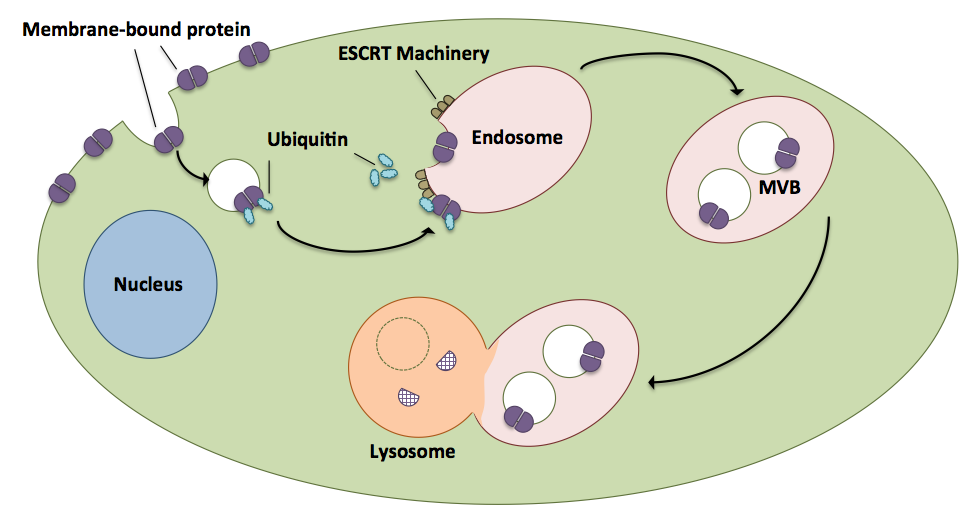
ESCRT komplexy a jejich význam ve vzniku multivezikulárních tělísek

ESCRT je označení pro skupinu proteinů, které regulují vchlipování váčků (ILVs) dovnitř endozomů. Dochází tak ke vzniku tzv. multivezikulárních tělísek. Také se však účastní cytokineze a jsou využívány i virem HIV k pučení z buněk. ESCRT proteiny vytváří u savců čtyři komplexy, ESCRT-0, ESCRT-I, ESCRT-II a ESCRT-III. Každý má v procesu vchlipování váčků do endozomů jinou úlohu.